# Lorcin (województwo mazowieckie)
Lorcin – wieś sołecka w Polsce położona w województwie mazowieckim, w powiecie nowodworskim, w gminie Nasielsk.
| SIMC    | Nazwa     | Rodzaj    |
| ------- | --------- | --------- |
| 0120187 | Kukarzewo | część wsi |

W latach 1975–1998 miejscowość administracyjnie należała do województwa ciechanowskiego.